# Exeter (Califòrnia)
Exeter és una població dels Estats Units a l'estat de Califòrnia. Segons el cens del 2000 tenia 9.168 habitants.

## Demografia
Segons el cens del 2000, Exeter tenia 9.168 habitants, 3.001 habitatges, i 2.325 famílies. La densitat de població era de 1.587,3 habitants/km².
Dels 3.001 habitatges en un 45,1% hi vivien nens de menys de 18 anys, en un 55,6% hi vivien parelles casades, en un 15,6% dones solteres, i en un 22,5% no eren unitats familiars. En el 18,8% dels habitatges hi vivien persones soles el 9,9% de les quals corresponia a persones de 65 anys o més que vivien soles. El nombre mitjà de persones vivint en cada habitatge era de 3,02 i el nombre mitjà de persones que vivien en cada família era de 3,43.
Per edats la població es repartia de la següent manera: un 33,7% tenia menys de 18 anys, un 10,1% entre 18 i 24, un 26,8% entre 25 i 44, un 18,2% de 45 a 60 i un 11,1% 65 anys o més.
L'edat mediana era de 30 anys. Per cada 100 dones de 18 o més anys hi havia 89,9 homes.
La renda mediana per habitatge era de 33.738 $ i la renda mediana per família de 37.033 $. Els homes tenien una renda mediana de 32.308 $ mentre que les dones 27.371 $. La renda per capita de la població era de 13.795 $. Entorn del 14,2% de les famílies i el 19,4% de la població estaven per davall del llindar de pobresa.

## Poblacions més properes
El següent diagrama mostra les poblacions més properes.